# 토요드라마 9
토요드라마 9(일본어: 土曜ドラマ9)는 BS JAPAN에서 방송되는 드라마 시간대이다.

## 작품 목록
《사일런트 보이스 행동 심리 수사관·타테오카 에마》
《미키 클리닉에서 건배를》